# Condylidium
Condylidium är ett släkte av korgblommiga växter. Condylidium ingår i familjen korgblommiga växter.
Kladogram enligt Catalogue of Life:
| Condylidium | \| \| Condylidium cuatrecasasii \| \| \| \| \| \| Condylidium iresinoides \| \| \| \| |
|             | \| \| Condylidium cuatrecasasii \| \| \| \| \| \| Condylidium iresinoides \| \| \| \| |
|             | Condylidium cuatrecasasii                                                             |
|             |                                                                                       |
|             | Condylidium iresinoides                                                               |
|             |                                                                                       |